# Contea di Perenjori
La contea di Perenjori è una delle diciassette Local Government Areas che si trovano nella regione di Mid West, in Australia Occidentale. Essa si estende su di una superficie di circa 8.313 chilometri quadrati ed ha una popolazione di 530 abitanti.